# Valmont (Colorado)
Valmont es un lugar designado por el censo ubicado en el condado de Boulder en el estado estadounidense de Colorado. En el Censo de 2010 tenía una población de 59 habitantes y una densidad poblacional de 65,09 personas por km².

## Geografía
Valmont se encuentra ubicado en las coordenadas 40°2′1″N 105°12′28″O / 40.03361, -105.20778. Según la Oficina del Censo de los Estados Unidos, Valmont tiene una superficie total de 0.91 km², de la cual 0.69 km² corresponden a tierra firme y (23.71%) 0.21 km² es agua.

## Demografía
Según el censo de 2010, había 59 personas residiendo en Valmont. La densidad de población era de 65,09 hab./km². De los 59 habitantes, Valmont estaba compuesto por el 96.61% blancos, el 0% eran afroamericanos, el 0% eran amerindios, el 0% eran asiáticos, el 0% eran isleños del Pacífico, el 0% eran de otras razas y el 3.39% pertenecían a dos o más razas. Del total de la población el 0% eran hispanos o latinos de cualquier raza.